# Olga Turchak
Olga Turchak (Unión Soviética, 5 de marzo de 1967) es una atleta soviética retirada. Se especializó en la prueba de salto de altura, en la que ha conseguido ser medallista de bronce europea en 1986.

## Carrera deportiva
En el Campeonato Europeo Junior celebrado en la ciudad alemana de Cottbus en 1985, ganó la plata en salto de altura, con un salto de 1.91 metros.
Al año siguiente, en el Campeonato Europeo de Atletismo de 1986 ganó la medalla de bronce en la misma prueba, con un salto de 1.93 metros, siendo superada por las atletas búlgaras Stefka Kostadinova (oro con 2.00 metros) y Svetlana Isaeva-Leseva (plata también con 1.93 m pero en menos intentos).